# عبد الله بن صالح العريني
عبد الله بن صالح العريني (ولد 1374 هـ / 1954 م)، أديب قاصٌّ وروائي سعودي، وأستاذ جامعي وباحث كاتب، من أبرز أدباء المملكة العربية السعودية المعاصرين. وهو عضو في رابطة الأدب الإسلامي العالمية، ونائب رئيس الرابطة للشؤون الثقافية.

## سيرته
حصل على الشهادة الجامعية في تخصُّص اللغة العربية من كلية اللغة العربية بالرياض التابعة لجامعة الإمام محمد بن سعود الإسلامية عام 1398هـ/ 1978م. ثم نال شهادة (ماجستير) من الجامعة نفسها في منهج الأدب الإسلامي عام 1407هـ/ 1987م.
ثم حصل على شهادة (دكتوراه) في النقد الأدبي عام 1412هـ/ 1991م.
تدرج في العمل الوظيفي الجامعي بدءًا من معيد حتى وصل إلى رتبة الأستاذية.
عمل نائبًا لرئيس رابطة الأدب الإسلامي العالمية للشؤون الثقافية، وعضوًا في الهيئة الاستشارية لمجلة الرابطة "مجلة الأدب الإسلامي". وهو عضو في الجمعية العلمية السعودية للغة العربية، وعضو في الهيئة الاستشارية لمجلة الجمعية.

## مؤلفاته

### الروايات
1. دفء الليالي الشاتية.
2. مهما غلا الثمن.[1]
3. مثل كل الأشياء الرائعة. فازت هذه الرواية بجائزة المركز الوطني للتوثيق والبحث العلمي في موروني عام 1431هـ/ 2010م.
4. أيامنا الصعبة.
5. شاطئ الوادِ الأيمن.

### المجموعات القصصية
1. من غير كلام.
2. أشياؤهم الصغيرة.
3. انتهت المقابلة.
4. لك يوم يا ظالم. [3][1]

### الدراسات والبحوث المحكمة
1. شعر الدعوة الإسلامية في العصر العباسي الثالث (باحث بالاشتراك مع محمد بن علي الصامل).
2. الاتجاه الإسلامي في أعمال نجيب الكيلاني.
3. المجال الإبداعي في الشعر: دراسة نقدية.
4. شعر جهاد الروم.
5. قضية أشعر الشعراء في موازين النقد الأدبي.
6. مقاييس جودة الشعر.
7. منهج الأدب الإسلامي.
8. أدر حياتك قبل أن تُديرك الحياة (كتاب).

## وصلات خارجية
- الروائي السعودي الدكتور عبد الله بن صالح العريني في أمسية إبداعية قصصية.